# 紀元前167年
紀元前167年（きげんぜん167ねん）は、ローマ暦の年である。

## 他の紀年法
- 干支 : 甲戌
- 日本
  - 孝元天皇48年
  - 皇紀494年
- 中国
  - 前漢 : 文帝13年
- 朝鮮
  - 檀紀2167年
- 仏滅紀元 : 378年
- ユダヤ暦 : 3594年 - 3595年

## できごと

### セレウコス朝
- ユダヤ教に反対するアンティオコス4世は、エジプト遠征に失敗して帰還すると、兵士達に出会った者を打ちのめすように、家に避難した者は殺すように命じた。3日間の間に、8万人がエルサレムを逃れ、4万人が殺され、さらに4万人が奴隷として売られた[1]。
- ユダヤ教の司祭マタティアは、ユダヤをギリシャ化するアンティオコス4世の法、特にユダヤ人はゼウスのために犠牲にならなければならないという命令に反抗した。マタティアはシリアの役人を殺害し、5人の子供を連れてジュデアン・ヒルズに避難し、セレウコス朝によるユダヤの支配に抵抗した。

### ギリシア
- ローマは、捕虜にしたペルセウスがアカイア同盟の指導者であったことを示す私文書を収集した。多くの影響力の大きいギリシア人がローマに送還された。
- ローマへの帰途、ルキウス・アエミリウス・パウルスは、マケドニア王国との同盟関係を維持するためにローマ元老院からエピルスを討つことを依頼された。エピルスの70の街は破壊され、少なくとも10万人の市民が奴隷として売られた。

### ローマ帝国
- ルキウス・アエミリウス・パウルスは捕虜のマケドニア王ペルセウスとともにイタリアに戻った。そこで、マケドニアの捕虜は奴隷として売られた。大量の戦利品も持ち帰られてローマは豊かになり、ローマ市民の税金は免除された。マケドニアでの功績を称え、元老院はパウルスに "Macedonicus" という姓を与えた。

### パルティア
- パルティアは中央アジアの拠点都市ヘラートを占領した。この勝利によりシルクロードを介した中国との貿易が中止され、バクトリア王国は消滅した。

### 中国
- 淳于意の娘の一人緹縈が、罪を得た父に随行して長安へ行き、文帝に上書した。感動した文帝は、肉刑（肉体を損なう刑）を廃止して他の刑に代えるよう詔を下し、肉刑の法は廃止された。

## 死去
- ガイウス・クラウディウス・プルケル：共和政ローマの執政官